# اچ‌ام‌اس اسکای‌لارک (۱۸۰۶)
اچ‌ام‌اس اسکای‌لارک (۱۸۰۶) (به انگلیسی: HMS Skylark (1806)) یک کشتی بود که طول آن ۹۳ فوت ۱ ۱⁄۸ اینچ (۲۸٫۴ متر) بود. این کشتی در سال ۱۸۰۶ ساخته شد.